# Pelle Petterson
Pelle Petterson est un skipper suédois né le 31 juillet 1932 à Stockholm. 
Aux Jeux olympiques d'été de 1964 à Tokyo, il est médaillé de bronze en classe star avec Holger Sundström sur le Humbug V. Il participe aussi aux Jeux de 1968 en dragon et en Flying Dutchman sans toutefois obtenir de médaille. Aux Jeux olympiques d'été de 1972 à Munich, il est médaillé d'argent en classe star avec Stellan Westerdahl.
Il sera le patron et le skipper du défi suédois de 1978 pour la Coupe de l'America avec le bateau baptisé Sverige (« Suède ») à l'époque où cette épreuve se courait selon la jauge des 12M J.I.[précision nécessaire], bateau qu'il avait lui-même dessiné. Ce bateau se révèlera assez réussi et compétitif[réf. nécessaire], mais sera battu par le bateau Australia lors de la finale de désignation du challenger destiné à affronter le defender américain.
C'est aussi un ingénieur designer : fils d'un consultant de la firme Volvo, il a réalisé, comme apprenti dans l'atelier du carrossier Pietro Frua, le design du coupé Volvo P1800, popularisé notamment grâce à la série télévisée Le Saint. Il recevra notamment plusieurs commémorations de cet accomplissement par l'Ecole royale polytechnique KTH et le Musée Rohss. 